# ドラキオス
ドラキオス（古希: Δρακίος, Dracios）は、ギリシア神話の人物である。ドゥーリキオンの王メゲースに従ってトロイア戦争に参加した。トロイア勢とリュキア勢がギリシア軍の防壁を破って侵入した際には、同僚のアムピーオーンとともにメゲースを支えて戦った。